# Aegukga
»Aegukga« (»Domoljubna pesem«), pogosto prevedena kot »Patriotska pesem«, je državna himna Republike Koreje. Sprejeta je bila leta 1948, ko je bila država ustanovljena. Njena glasba je bila napisana v tridesetih letih 20. stoletja in nazadnje prirejena leta 2018, njeno besedilo pa sega v devetdeseta leta 19. stoletja. Besedilo pesmi »Aegukga« je bilo prvotno uglasbeno s škotsko pesmijo »Auld Lang Syne«, preden je Ahn Eak-tai leta 1936 posebej zanjo sestavil edinstveno melodijo. Pred ustanovitvijo Južne Koreje so besedilo pesmi na glasbo »Auld Lang Syne« prepevali tudi disidenti v času Koreje pod japonsko vladavino. Različica na melodijo, ki jo je sestavil Ahn Eak-tai, je bila sprejeta kot himna Korejske vlade v izgnanstvu, ki je obstajala med japonsko okupacijo Koreje od začetka desetletja 19. stoletja do sredine štiridesetih let.
»Aegukga« ima štiri verze, vendar se na javnih prireditvah, kot so bejzbolske in nogometne tekme, največkrat poje le prvi verz, ki mu sledi refren.

## Etimologija
Aegukga dobesedno pomeni »domoljubna pesem«. Enciklopedija korejske kulture opredeljuje »Aegukga« kot »pesem za prebujanje misli, da bi ljubili državo«. »Aegukga« se sama po sebi razlikuje od državne himne. Državna himna ali gukga. (Predloga:Literal translation) je uradni simbol države, se aegukga nanaša na vsako pesem, uradno ali neuradno, ki vsebuje domoljubno gorečnost do svoje države, na primer Madžarska »Szózat« ali ameriška »The Stars and Stripes Forever«. Vendar pa ima nacionalno označena »Aegukga« vlogo simbola države.

## Zgodovina

### Porekla
V devetdesetih letih 19. stoletja je prej uveljavljena dinastija Čoson prvič vzpostavila stike z drugimi državami, vključno z ZDA, Združenim kraljestvom in Rusijo. Srečanje s tujimi državami je na koncu spodbudilo nacionalizem in patriotizem, ki sta nato ustvarila več »egugkov«. Med deli iz leta 1896 so na primer »Egukga«, ki so jih ustvarili Na Pil-gun, Han Mjung-one in Lee Jong-mu.
Vendar je v knjigi iz obdobja Korejskega cesarstva iz leta 1900 zapisana državna himna. Imenovala se je »Korean Empire Aegukga« ali dobesedno »himna Velikega korejskega cesarstva«. Splošno prepričanje je, da je to skladbo napisal Franz Eckert, ki je priredil tudi japonsko himno. Nekateri trdijo, da zapisi, ki dokumentirajo dejanja Franza Eckerta, kažejo, da je bilo fizično nemogoče, da bi napisal himno. Domnevajo, da je bila pesem, ki jo je pela šola Paejae, škotska pesem »Auld Lang Syne«, pesem, ki jo je pela Vojaška akademija, pa različica britanske pesmi »God Save the Queen«.
Pesem, ki jo pripisujejo Eckertu, je leta 1902 ustanovila vojska. Različica Eckertove pesmi z drugačnim besedilom se je v šolah začela uradno uporabljati leta 1904. Vse šole so bile prisiljene peti to različico pesmi. Ta politika naj bi bila stranski produkt japonsko-korejske pogodbe iz leta 1905 in japonsko-korejske pogodbe iz leta 1907.
Obstaja veliko teorij o piscu trenutno uradnega besedila pesmi »Aegukga«. Najpogosteje se verjame, da je besedilo za slovesnost ob polaganju temeljnega kamna Vrata neodvisnosti v Seulu leta 1896 napisal Jun Či-ho, korejski politik. Kasneje je Kim Gu v času Korejske vlade v izgnanstvu svojim tovarišem dejal: »V gibanju 1. marca smo imeli Tegukgi in Aegukgo. Zakaj bi bilo vprašanje, kdo ga je napisal?« Zapisal je: »Besedilo in duh himne sta pomembnejša od tega, kdo je napisal besedilo.« Po drugih teorijah so avtorji besedil An Čang-ho, Čoi Bjung-hun, Kim In-sik, Min Jong-hvan ali kombinacija omenjenih avtorjev. Leta 1955 je vlada na zahtevo Združenih držav ustanovila odbor, da bi ugotovil avtorstvo besedil, vendar je ugotovil, da ni dovolj dokazov, ki bi bili naklonjeni kateremu koli avtorju.
Sprva so »Aegukga« peli na melodijo škotske ljudske pesmi »Auld Lang Syne«, ki so jo v Korejo prinesli zahodni misijonarji. Začasna vlada Republike Koreje (1919–1945) v Šanghaju, Kitajska, jo je sprejela za svojo himno. Na slovesnosti ob ustanovitvi Južne Koreje 15. avgusta 1948 so škotsko melodijo dokončno nadomestili s finaleom »Korejske fantazije«, ki jo je Ahn Eak-tai zložil leta 1936, čeprav so jo z njo neuradno uporabljali že nekaj let prej. Nova »Aegukga« je bila kasneje sprejeta s predsedniškim odlokom leta 1948, ki ga je sprejel takratni južnokorejski predsednik Syngman Rhee.
Na uradnih slovesnostih do leta 1987 so pred himno »Aegukga« predvajali štiri ruffles and flourishes, podobno kot na Tajvanu; danes se himna predvaja po predvajanju predsedniške častne glasbe.

### Avtorske pravice
Ker je skladatelj Ahn Eak-tai umrl leta 1965, naj bi avtorske pravice za glasbo potekle šele leta 2036. Skupina imetnikov avtorskih pravic je decembra 2003 tožila dva južnokorejska profesionalna nogometna kluba zaradi predvajanja te skladbe.

### Kritike
Profesor mednarodnih študij Brian Reynolds Myers je kritiziral besedilo južnokorejske himne, češ da je preveč osredotočeno na korejski etnični nacionalizem namesto na državljanski republikanizem. Myers meni, da spodbuja etnično nacionalistični odnos do »korejske rase« in ne patriotizem do same države Južne Koreje. Myers trdi, da je stranski učinek tega povečana naklonjenost Južnokorejcev do režima Severne Korejen pod krinko panetničnega nacionalizma, kar bi lahko ogrozilo nacionalno varnost Južne Koreje, če bi se ta znašla v nevarnosti severnokorejske vojske.

## Besedilo

### Korejski izvirnik
| Hangul (official) | Hangul and Hanja | Revised Romanization of Korean | IPA transcription |
| --- | --- | --- | --- |
| 1절 동해 물과 백두산이 마르고 닳도록, 하느님이 보우하사 우리나라 만세. 후렴: 무궁화 삼천리 화려 강산, 대한 사람, 대한으로 길이 보전하세. 2절: 남산 위에 저 소나무 철갑을 두른 듯 바람서리 불변함은 우리 기상일세. 후렴 3절: 가을 하늘 공활한데 높고 구름 없이 밝은 달은 우리 가슴 일편단심일세. 후렴 4절: 이 기상과 이 맘으로 충성을 다하여 괴로우나 즐거우나 나라 사랑하세. 후렴 | 1절: 東海물과 白頭山이 마르고 닳도록, 하느님이 保佑하사 우리나라 萬歲. 후렴: 無窮花 三千里 華麗 江山, 大韓 사람, 大韓으로 길이 保全하세. 2절: 南山 위에 저 소나무 鐵甲을 두른 듯 바람서리 不變함은 우리 氣像일세. 후렴 3절: 가을 하늘 空豁한데 높고 구름 없이 밝은 달은 우리 가슴 一片丹心일세. 후렴 4절: 이 氣像과 이 맘으로 忠誠을 다하여 괴로우나 즐거우나 나라 사랑하세. 후렴 | 1-jeol: Donghae mulgwa Baekdusani mareugo daltorok Haneunimi bouhasa urinara manse. Huryeom: Mugunghwa samcheolli hwaryeo gangsan Daehan saram, daehaneuro giri bojeonhase. 2-jeol: Namsan wie jeo sonamu cheolgabeul dureun deut Baram seori bulbyeonhameun uri gisang-ilse. Huryeom 3-jeol: Ga-eul haneul gonghwalhande nopgo gureum eopsi Balgeun dareun uri gaseum ilpyeondansimilse. Huryeom 4-jeol: I gisanggwa i mameuro chungseong-eul dahayeo Goerouna jeulgeouna nara saranghase. Huryeom | [1 t͡ɕʌ̹ɭ] [to̞ŋ.ɦe̞ mul.gwa̠ pe̞k̚.t͈u.sʰa̠ɲ.i ma̠.ɾɯ.go̞ ta̠l.tʰo̞.ɾo̞k̚] [ha̠.nɯ.ɲim.i po̞.u.ɦa̠.sʰa̠ u.ɾi.na̠.ɾa̠ ma̠n.sʰe̞ ǁ] [ɸʷu.ɾjʌ̹m] [mu.ɡuŋ.βwa̠ sʰa̠m.t͡ɕʰʌ̹ʎ.ʎi ɸwa̠ɾ.jʌ̹ ka̠ŋ.sʰa̠n] [tɛ̝.ɦa̠n sʰa̠.ɾa̠m ǀ te̞.ɦa̠n.ɯ.ɾo̞ kiɾ.i po̞.d͡ʑʌ̹n.ɦa̠.sʰe̞ ǁ] [2 t͡ɕʌ̹ɭ] [na̠m.sʰa̠n (ɥ)i.e̞ t͡ɕʌ̹ sʰo̞.na̠.mu t͡ɕʰʌ̹l.ga̠b.ɯl tu.ɾɯn tɯt̚] [pa̠.ɾa̠m sʰʌ̹.ɾi pul.bjʌ̹n.ɦa̠m.ɯn u.ɾi ki.sʰa̠ŋ.il.s͈e̞ ǁ] [ɸʷu.ɾjʌ̹m] [3 t͡ɕʌ̹ɭ] [ka̠.ɯɭ ha̠.nɯɭ ko̞ŋ.βwa̠ɾ.ɦa̠n.de̞ no̞p̚.k͈o̞ ku.ɾɯm ʌ̹p̚ɕ͈.i] [pa̠lg.ɯn ta̠ɾ.ɯn u.ɾi ka̠.sʰɯm il.pʰjʌ̹n.da̠n.ɕʰim.il.s͈e̞ ǁ] [ɸʷu.ɾjʌ̹m] [4 t͡ɕʌ̹ɭ] [i ki.sʰa̠ŋ.gwa̠ i ma̠m.ɯ.ɾo̞ t͡ɕʰuŋ.sʰʌ̹ŋ.ɯl ta̠.ɦa̠.jʌ̹] [kwe̞.ɾo̞.u.na̠ t͡ɕɯl.gʌ̹.u.na̠ na̠.ɾa̠ sʰa̠.ɾa̠ŋ.ɦa̠.sʰe̞ ǁ] [ɸʷu.ɾjʌ̹m] |

### Angleški prevodi
| Literal English translation | Poetic English translation |
| --- | --- |
| 1st verse Until that day when Mt. Baekdu is worn away and the East Sea's waters run dry, May God protect and preserve our country, long live. Refrain: Mugunghwa and three thousand ri full of splendid mountains and rivers; Great Koreans, to the Great Korean way, always stay true. 2nd verse As the pine atop Namsan Peak stands firm, unchanged through wind and frost, as if wrapped in armour, so shall our resilient spirit. Refrain 3rd verse The autumn skies are void and vast, high and cloudless; the bright moon is like our heart, undivided and true. Refrain 4th verse With this spirit and this mind, let us give all loyalty, in suffering or joy, to love our nation. Refrain | 1st verse Until the East Sea's waves are dry, Mt. Baekdu worn away, God watch o'er our land forever, our Korea manse. Refrain: Rose of Sharon, thousand miles of range and river land; Guarded by her people, ever may Korea stand. 2nd verse Like that Mt. Namsan armoured pine, standing on duty still, wind or frost, unchanging ever, be our resolute will. Refrain 3rd verse In autumn's, arching evening sky, crystal and cloudless blue; be the radiant moon our spirit, steadfast, single and true. Refrain 4th verse With such a will, such a spirit, loyalty, heart and hand, Let us love, come grief, come gladness, this our beloved land. Refrain |